# Zalmoxidae
Famille
Les Zalmoxidae sont une famille d'opilions laniatores. On connaît plus de 220 espèces dans 61 genres.

## Distribution
Les espèces de cette famille se rencontrent dans les régions tropicales sauf en Afrique continentale. La plupart des espèces sont distribuées en Amérique du Costa Rica au Brésil, d'autres peuvent être observées en Océanie, notamment en Nouvelle-Guinée, en Asie, notamment en Indonésie et aux Philippines et quelques-unes aux Seychelles et à l'Île Maurice.

## Description
Les Zalmoxidae sont des Laniatores dont la couleur va du brun foncé au jaune foncé tachetée de motifs sombres. Certaines espèces spécifiques à certains sols sont jaune pâle.

## Historique
Cette famille des Zalmoxidae est décrite en 1886 par le zoologiste danois William Emil Sørensen (1848-1916),.

## Étymologie
Cette famille est nommée en référence à Zalmoxis, dieu de la mythologie dace.

## Liste des genres
Selon World Catalogue of Opiliones (15/10/2021) :
- Absonus González-Sponga, 1987
- Acanthominua Sørensen, 1932
- Araguita González-Sponga, 1987
- Avilaia González-Sponga, 1998
- Azulitaia González-Sponga, 1987
- Buruquelia González-Sponga, 1999
- Carayaca González-Sponga, 1998
- Cersa Šilhavý, 1979
- Chamaia González-Sponga, 1987
- Chirimena González-Sponga, 1999
- Cubiria González-Sponga, 1987
- Curimaguanus González-Sponga, 2003
- Ethobunus Chamberlin, 1925
- Euminua Kury & Alonso-Zarazaga, 2011
- Euminuoides Mello-Leitão, 1935
- Galanomma Juberthie, 1970
- Garanhunsa Roewer, 1949
- Granulaia González-Sponga, 1998
- Guagonia González-Sponga, 1987
- Guayania González-Sponga, 1999
- Haitonia González-Sponga, 1987
- Heteroscotolemon Roewer, 1912
- Jajinia González-Sponga, 1987
- Junquito González-Sponga, 1999
- Micro González-Sponga, 1987
- Minuides Sørensen, 1932
- Mitraia Kury & Alonso-Zarazaga, 2011
- Neobabrius Roewer, 1949
- Neocea Özdikmen, 2008
- Oo Kury & Alonso-Zarazaga, 2011
- Opilioparamo Özdikmen, 2008
- Orituco González-Sponga, 1987
- Pachylicus Roewer, 1923
- Panaquire González-Sponga, 1987
- Panopiliops Roewer, 1949
- Paraminuella Caporiacco, 1951
- Parascotolemon Roewer, 1912
- Phalangoduna Roewer, 1949
- Pijiguaia González-Sponga, 1998
- Pilosa González-Sponga, 1999
- Pirassunungoleptes Soares, 1966
- Protodiasia Ringuelet, 1955
- Pseudominua Mello-Leitão, 1933
- Pyropharynx Kury & Alonso-Zarazaga, 2011
- Retropedis González-Sponga, 1987
- Sivianus Roewer, 1949
- Soledadiella González-Sponga, 1987
- Sphoeroforma González-Sponga, 1987
- Spiniella González-Sponga, 1987
- Stygnoleptes Banks, 1913
- Taguaza González-Sponga, 2000
- Timoleon Sørensen, 1932
- Traiania Soares & Avram, 1981
- Unare González-Sponga, 1987
- Unicornia González-Sponga, 1987
- Urachiche González-Sponga, 1987
- Venezuelana Özdikmen, 2008
- Viacha Roewer, 1949
- Weyrauchiana Roewer, 1952
- Yacambuia González-Sponga, 1987
- Zalmoxis Sørensen, 1886

### Publication originale
- [1886] (de) William Emil Sørensen in Ludwig Koch, Opiliones. Die Arachniden Australiens nach der Natur beschrieben und abgebildet, Nuremberg, 1886, 53–86 p.